# Ервин (Јужна Каролина)
Ервин (енгл. Irwin) насељено је место без административног статуса у америчкој савезној држави Јужна Каролина.

## Демографија
По попису из 2010. године број становника је 1.405, што је 62 (4,6%) становника више него 2000. године.
| Група             | 2000.         | 2010.       |
| Белци             | 1.027 (76,5%) | 935 (66,5%) |
| Афроамериканци    | 282 (21,0%)   | 406 (28,9%) |
| Азијати           | 0 (0,0%)      | 1 (0,1%)    |
| Хиспаноамериканци | 17 (1,3%)     | 51 (3,6%)   |
| Укупно            | 1.343         | 1.405       |